# Férfi 5000 méteres rövidpályásgyorskorcsolya-váltó a 2022. évi téli olimpiai játékokon
A 2022. évi téli olimpiai játékokon a rövidpályás gyorskorcsolya férfi 5000 méteres váltó versenyszámát február 11-én és 16-án rendezték. Az aranyérmet a kanadai váltó nyerte. A Liu Shaoang, Liu Shaolin Sándor, John-Henry Krueger, Nógrádi Bence összeállítású magyar váltó a 6. helyen végzett.

## Rekordok
A versenyt megelőzően a következő rekordok voltak érvényesek:
| Világrekord     | Magyarország       | 6:28,625 | Calgary, Kanada         | 2018. november 4. |
| Olimpiai rekord | Magyarország (HUN) | 6:31,971 | Phjongcshang, Dél-Korea | 2018. február 22. |

A versenyen új rekord nem született.

## Naptár
Az időpontok helyi idő szerint (UTC+8), zárójelben magyar idő szerint (UTC+1) olvashatóak.
| Időpont                    | Forduló   |
| -------------------------- | --------- |
| február 11., 20:04 (13:04) | Elődöntők |
| február 16., 20:32 (13:32) | B-döntő   |
| február 16., 20:44 (13:44) | A-döntő   |

## Eredmények
A rövidítések jelentése a következő:
- WR: világrekord
- OR: olimpiai rekord
- Q: továbbjutás helyezés alapján
- QA: az A-döntőbe jutott
- QB: a B-döntőbe jutott
- ADV: továbbjutás bírói döntés alapján
- PEN: büntetés

### Elődöntők
| Helyezés | Csapat                                       | Versenyzők                                                                      | Idő      | Mj       |
| 1. futam | 1. futam                                     | 1. futam                                                                        | 1. futam | 1. futam |
| -------- | -------------------------------------------- | ------------------------------------------------------------------------------- | -------- | -------- |
| 1.       | Kanada (CAN)                                 | Charles Hamelin Maxime Laoun Steven Dubois Pascal Dion                          | 6:38,752 | QA       |
| 2.       | Olaszország (ITA)                            | Pietro Sighel Yuri Confortola Tommaso Dotti Andrea Cassinelli                   | 6:38,899 | QA       |
| 3.       | Japán (JPN)                                  | Kazuki Yoshinaga Shogo Miyata Kota Kikuchi Katsunori Koike                      | 6:40,446 | QB       |
| 4.       | Kína (CHN)                                   | Wu Dajing Ren Ziwei Sun Long Li Wenlong                                         | 6:51,040 | ADVA     |
| 2. futam |                                              |                                                                                 |          |          |
| 1.       | Dél-Korea (KOR)                              | Lee June-seo Kim Dong-wook Hwang Dae-heon Kwak Yoon-gy                          | 6:37,879 | QA       |
| 2.       | Az Orosz Olimpiai Bizottság versenyzői (ROC) | Szemjon Jelisztratov Konsztantyin Ivlijev Pavel Szitnyikov Gyenyisz Ajrapetyjan | 6:37,925 | QA       |
| 3.       | Hollandia (NED)                              | Itzhak de Laat Sjinkie Knegt Sven Roes Jens van 't Wout                         | 6:37,927 | QB       |
| 4.       | Magyarország (HUN)                           | Liu Shaoang Liu Shaolin Sándor John-Henry Krueger Nógrádi Bence                 | 6:45,172 | QB       |

### Döntők
B-döntő
| Helyezés | Csapat             | Versenyzők                                                      | Idő      | Mj |
| -------- | ------------------ | --------------------------------------------------------------- | -------- | -- |
| 6.       | Magyarország (HUN) | Liu Shaoang Liu Shaolin Sándor John-Henry Krueger Nógrádi Bence | 6:39,713 |    |
| 7.       | Hollandia (NED)    | Itzhak de Laat Sjinkie Knegt Sven Roes Jens van 't Wout         | 6:39,780 |    |
| 8.       | Japán (JPN)        | Kazuki Yoshinaga Shogo Miyata Kota Kikuchi Katsunori Koike      | 6:40,545 |    |

A-döntő
| Helyezés | Csapat                                       | Versenyzők                                                                      | Idő      | Mj |
| -------- | -------------------------------------------- | ------------------------------------------------------------------------------- | -------- | -- |
| Arany    | Kanada (CAN)                                 | Charles Hamelin Steven Dubois Jordan Pierre-Gilles Pascal Dion                  | 6:41,257 |    |
| Ezüst    | Dél-Korea (KOR)                              | Lee June-seo Hwang Dae-heon Kwak Yoon-gy Park Jang-hyuk                         | 6:41,679 |    |
| Bronz    | Olaszország (ITA)                            | Pietro Sighel Yuri Confortola Tommaso Dotti Andrea Cassinelli                   | 6:43,431 |    |
| 4.       | Az Orosz Olimpiai Bizottság versenyzői (ROC) | Szemjon Jelisztratov Konsztantyin Ivlijev Pavel Szitnyikov Gyenyisz Ajrapetyjan | 6:43,440 |    |
| 5.       | Kína (CHN)                                   | Wu Dajing Ren Ziwei Sun Long Li Wenlong                                         | 6:51,654 |    |

### Végeredmény
A csapatok helyezéseit fordulónként határozták meg. Először a fordulókban elért helyezések döntöttek, ha ez azonos volt, akkor a jobb időeredmény döntött.
| Helyezés | Csapat                                       | Versenyzők                                                                      | Elődöntő | B-döntő | A-döntő | Legjobb idő |
| -------- | -------------------------------------------- | ------------------------------------------------------------------------------- | -------- | ------- | ------- | ----------- |
| Arany    | Kanada (CAN)                                 | Charles Hamelin Maxime Laoun Steven Dubois Jordan Pierre-Gilles Pascal Dion     | 1.       | –       | 1.      | 6:38,752    |
| Ezüst    | Dél-Korea (KOR)                              | Lee June-seo Kim Dong-wook Hwang Dae-heon Kwak Yoon-gy Park Jang-hyuk           | 1.       | –       | 2.      | 6:37,879    |
| Bronz    | Olaszország (ITA)                            | Pietro Sighel Yuri Confortola Tommaso Dotti Andrea Cassinelli                   | 2.       | –       | 3.      | 6:38,899    |
| 4.       | Az Orosz Olimpiai Bizottság versenyzői (ROC) | Szemjon Jelisztratov Konsztantyin Ivlijev Pavel Szitnyikov Gyenyisz Ajrapetyjan | 2.       | –       | 4.      | 6:37,925    |
| 5.       | Kína (CHN)                                   | Wu Dajing Ren Ziwei Sun Long Li Wenlong                                         | 4.       | –       | 5.      | 6:51,040    |
| 6.       | Magyarország (HUN)                           | Liu Shaoang Liu Shaolin Sándor John-Henry Krueger Nógrádi Bence                 | 4.       | 1.      | –       | 6:39,713    |
| 7.       | Hollandia (NED)                              | Itzhak de Laat Sjinkie Knegt Sven Roes Jens van 't Wout                         | 3.       | 2.      | –       | 6:37,927    |
| 8.       | Japán (JPN)                                  | Kazuki Yoshinaga Shogo Miyata Kota Kikuchi Katsunori Koike                      | 3.       | 3.      | –       | 6:40,446    |